# گوهار آبیان
گوهار آبیان (ارمنی: Գոհար Աբյան؛  زادهٔ ۱۹۲۰ - درگذشته ۲۰۰۱) خواننده و آموزگار موسیقی اهل ارمنستان-ایران بود.

## زندگی‌نامه
گوهار آبیان (داویدیان) (ارمنی: Գոհար Աբյան) در سال ۱۹۲۰ میلادی (۱۲۹۹ خورشیدی) در شهر آلکساندراپول، ارمنستان به دنیا آمد در سال ۱۹۲۲ (۱۳۰۱) همراه با خانواده‌اش به تبریز مهاجرت کرد و تحصیلات ابتدایی را در آن شهر گذراند. در سال ۱۹۳۵ (۱۳۱۴) خانوادهٔ آبیان در تهران اقامت گزید و گوهار تحصیلات متوسطه را در دبیرستان انوشیروان دادگر به پایان رسانید و وارد هنرستان عالی موسیقی گشت و در سال ۱۹۶۰ (۱۳۳۹) فارغ‌التحصیل شد. گوهار داویدیان اولین دختر دانشجویی بود که از هنرستان عالی موسیقی تهران فارغ‌التحصیل گشت. وی نوازندهٔ ارکستر فیلارمونیک و مربی کلاس‌های پیانو در هنرستان عالی موسیقی بوده است و سال‌ها کلاس‌های خصوصی داشته است. گوهار آبیان در سال ۲۰۰۱ (۱۳۸۰) در تهران بدورد حیات گفت.